# Obélisques de Nectanébo II
Les obélisques de Nectanébo II sont une paire d'obélisques monumentaux découverts au Caire mais localisés à l'origine dans l'ancienne ville d'Hermopolis (Al-Ashmunayn moderne), au centre de l'Égypte. Les monolithes fragmentaires ont été récupérés par les érudits français dans le cadre de l'expédition de Napoléon en 1798 en Égypte, mais après la capitulation des forces françaises, ont été confisqués par les Britanniques, accompagnés de nombreuses antiquités, dont la pierre de Rosette, puis transportés en Angleterre. Ils peuvent maintenant être vus dans la grande cour du British Museum à Londres.

## Découverte
Les deux obélisques ont été redécouverts par les voyageurs européens au XVIIIe siècle. L'un a été vu au Caire par l'explorateur anglais Richard Pococke en 1737. L’autre a été enregistré par le scientifique danois Carsten Niebuhr en 1762. Ils ont ensuite été transportés à Alexandrie par les forces françaises dans le but de les expédier en France et d'exposer les objets trouvés au Louvre. Cependant, les Français sont vaincus par les Britanniques lors de la bataille d'Aboukir et, dans le traité d'Alexandrie, toutes les antiquités égyptiennes rassemblées par les Français deviennent la propriété de la Couronne britannique. Les obélisques, ainsi que d'autres objets, ont ensuite été transportés en Angleterre et présentés au roi George III, qui les a ensuite donnés au British Museum en 1802.

## Description
Les deux obélisques étaient installés à l'origine dans un complexe de temples à Hermopolis, au centre de l'Égypte, sous le règne de la XXXe dynastie du pharaon Nectanébo II. Cette dynastie était témoin d'une renaissance de l'art et de la culture commencée sous le premier roi, Nectanébo Ier. Les deux obélisques ont probablement été érigés de part et d'autre d'une rampe menant à l'entrée d'un temple. Ils sont fragmentaires, avec seulement la moitié de leur taille existante. Un segment d'un des obélisques se trouve au Musée égyptien du Caire. Les inscriptions hiéroglyphiques qui enveloppent chaque monument témoignent de leur dédicace au dieu égyptien Thot, qui était la divinité en chef à Hermopolis. 

Présentation des obélisques de Nectanébo II
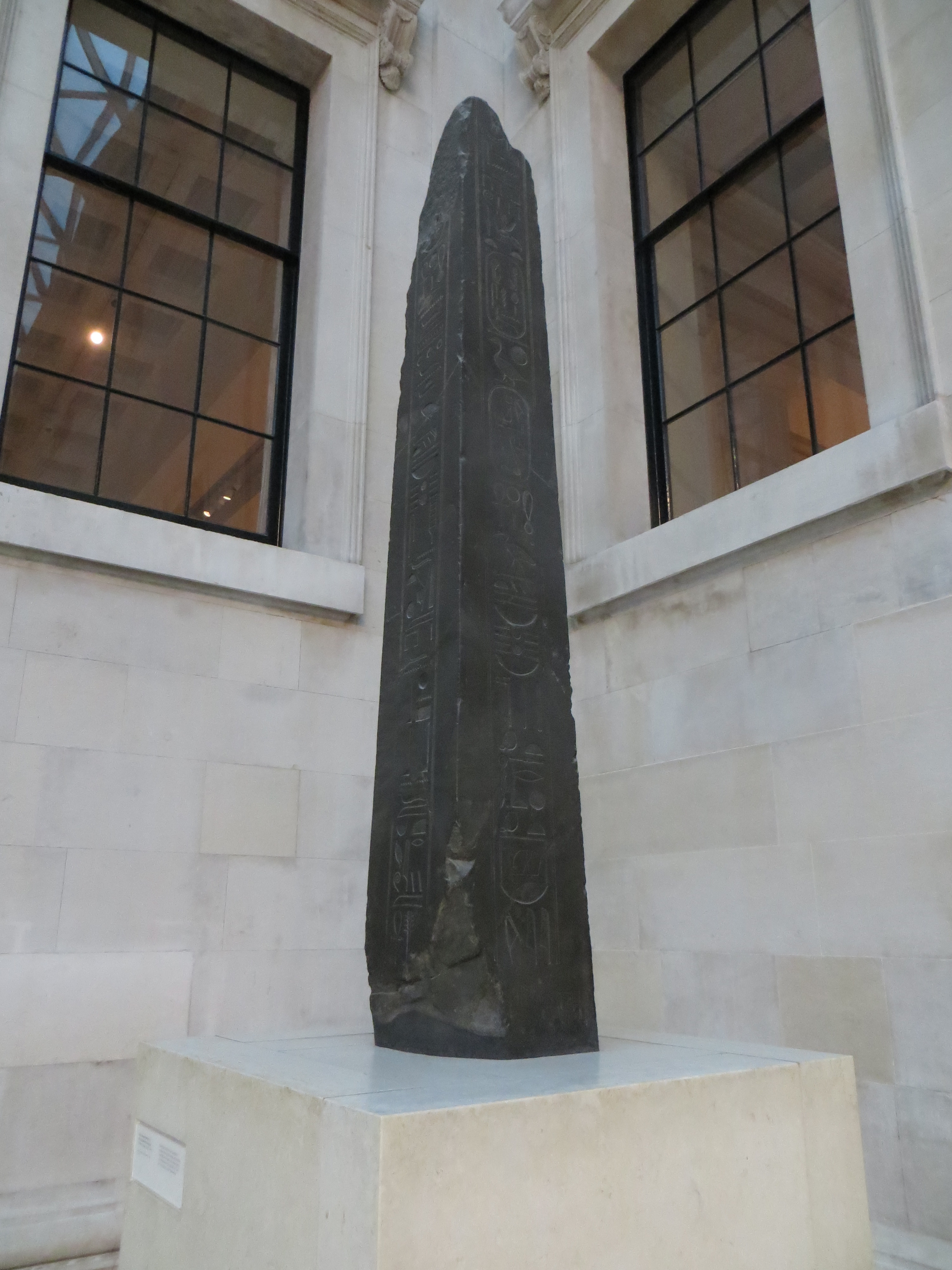
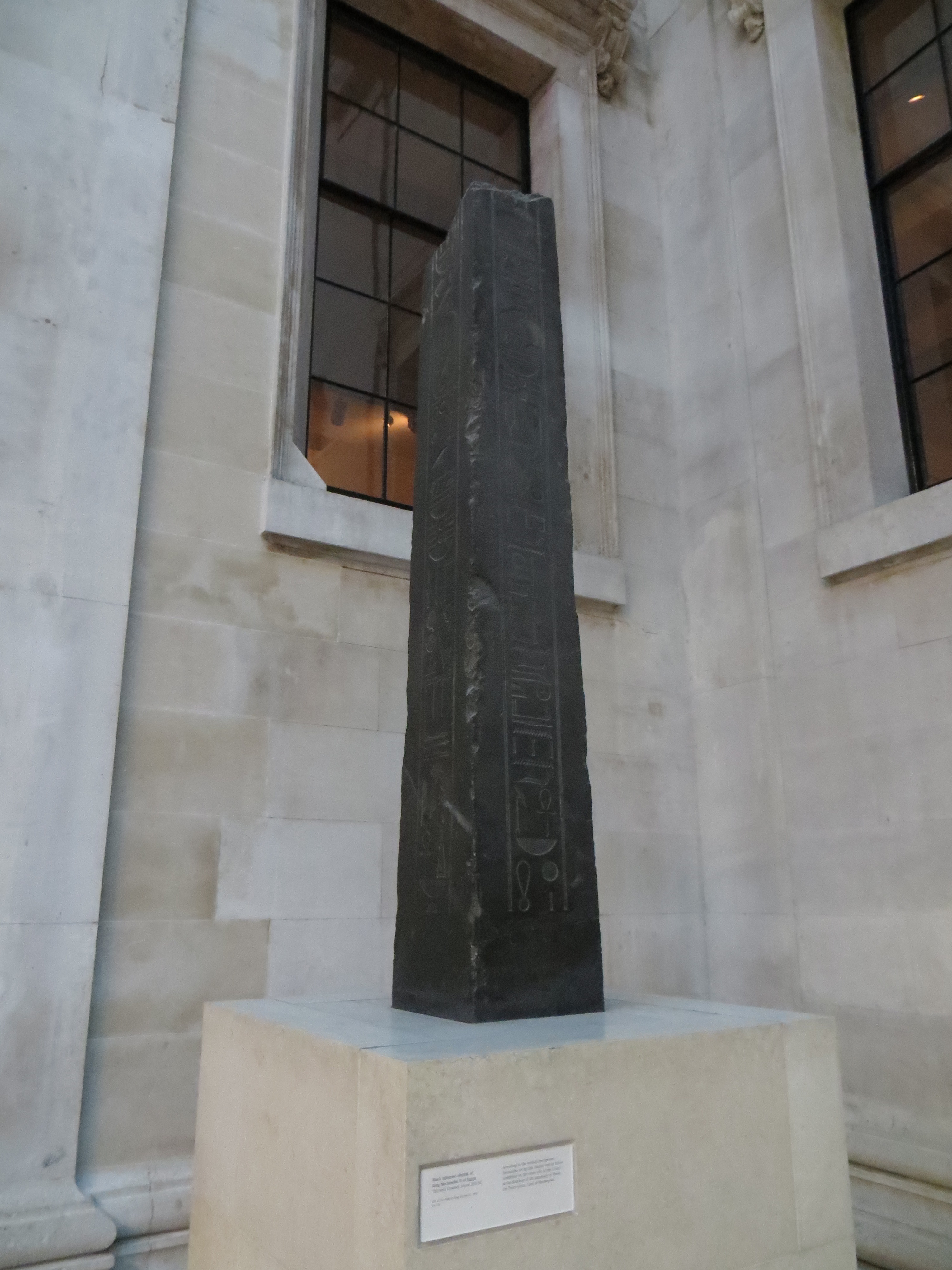
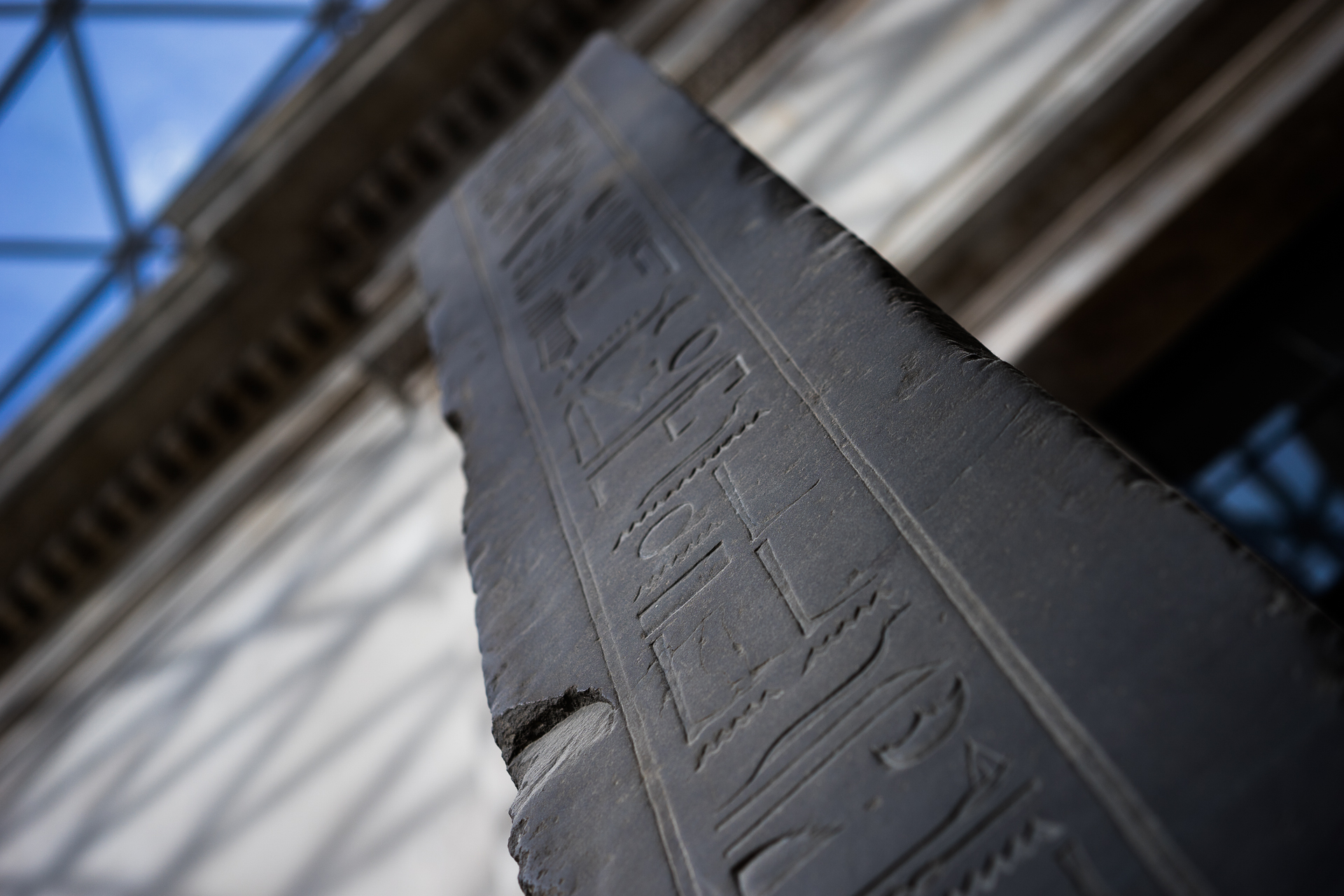
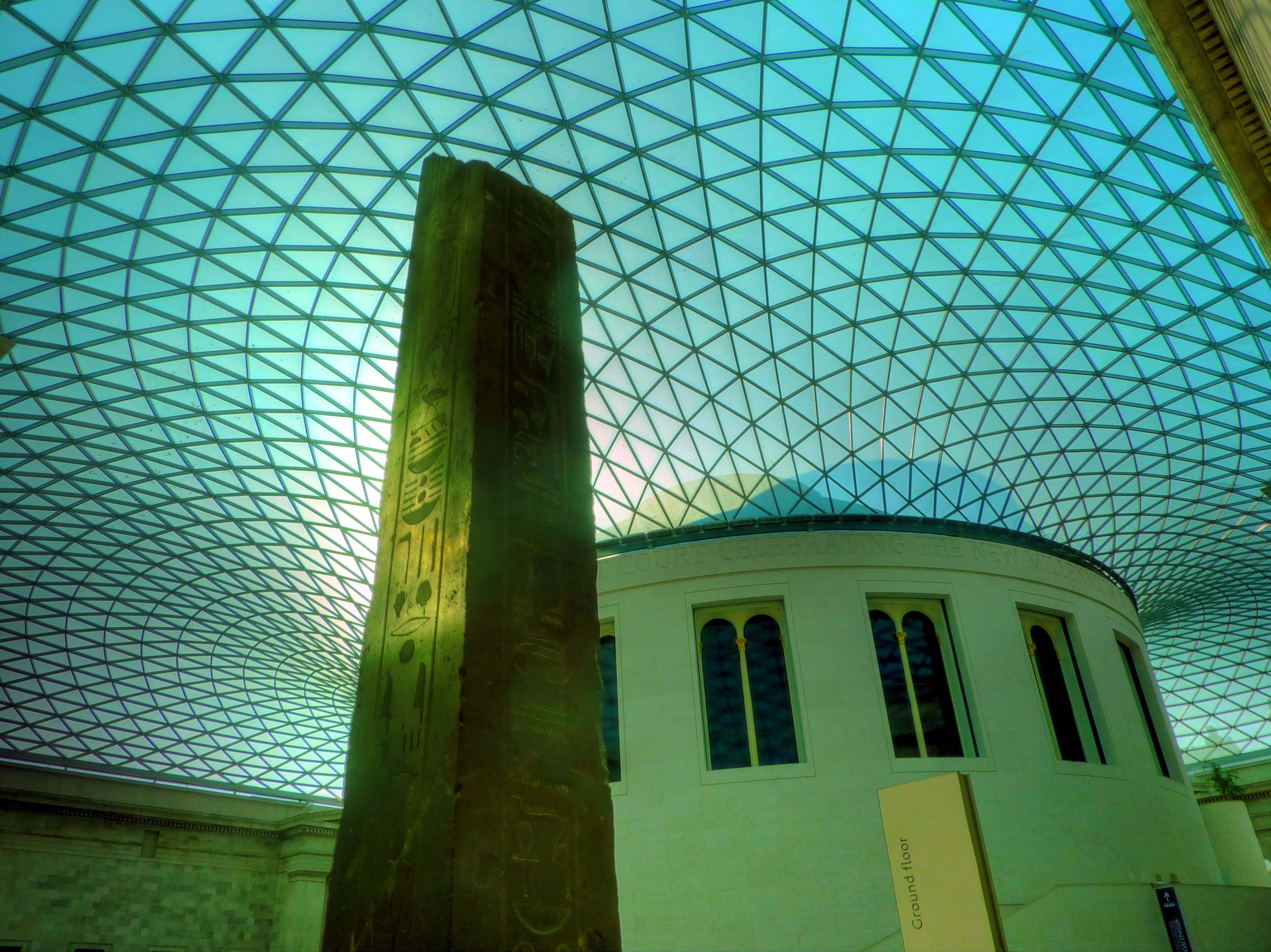